# محمد طحاوي
محمد طحاوي ، ممثل سوري. شارك بالعديد من الأعمال المسرحية والتلفزيونية والسينمائية بالإضافة للأعمال الإذاعية. وهو عضو في نقابة الفنانين منذ عام 1973. 

## أعماله

### مسلسلات
- 2002: الجذور تبقى خضراء.[2]
- 2001: البحث عن صلاح الدين
- 2000 : الزير سالم
- 2000: سيرة آل الجلالي
- 1999: رمح النار
- 1998: الثريا
- 1998: الحقد الأبيض
- 1998: الكواسر
- 1997: الموت القادم إلى الشرق
- 1996: خان الحرير ج1
- 1994: صهيل الألم
- 1991: عسل الشوك

### أفلام
- 1972: الفهد

## روابط خارجية
- محمد طحاوي على موقع قاعدة بيانات الأفلام العربية